# 中山光一
中山光一（なかやま こういち、1960年8月17日 - ）は、日本の撮影技師。

## 来歴
京都府出身。京都東山高校（硬式野球部）、近畿大学 法学部法律学科を中退。
写真スタジオマンを経て、撮影技術会社で助手、カメラマンを務める。以降ドキュメンタリー、CM、ミュージックビデオ、LIVE撮影など、多種にわたる撮影を担当。近年は映画、ドラマを中心に活動。
1993年より有限会社蓮を設立し、代表取締役を務める。2022年より日本映画撮影監督協会（JSC）に会員となる。

## 作品

### 映画作品
- 『ベイサイド・バイオレンス 群狼』(1991年 ホリプロ)
- 『すばらしき臨終』(1997年 FDK)
- 『Soundtrack』(2002年 GAGA)
- 『ROCKERS』(2003年 GAGA)
- 『amoretto』(2004年 DCT)
- 『下弦の月〜ラスト・クォーター』(2004年 松竹)
- 『HIRAKATA』(2004年 GAGA)
- 『about love』(2005年 ムービーアイ)
- 『バースデイウエディング』(2005年 タキコーポレーション)
- 『タイヨウのうた』(2006年 松竹)
- 『ユビサキから世界を』(2006年)
- 『きみにしか聞こえない』(2007年 ザナドゥー)
- 『クローズド・ノート』(2007年 東宝)
- 『ショコラの世界』(2007年 ショーゲート)
- 『陰日向に咲く』(2008年 東宝)
- 『KIDS』(2008年 東映)
- 『デトロイト・メタル・シティ』(2008年 東宝)
- 『大洗にも星はふるなり』(2009年 日活)
- 『なくもんか』(2009年 東宝)
- 『引き出しの中のラブレター』(2009年 松竹)
- 『てぃだかんかん〜海とサンゴと小さな奇跡〜』(2010年 ショウーゲート)
- 『もし高校野球の女子マネージャーがドラッカーの『マネジメント』を読んだら』(2011年 東宝)
- 『綱引いちゃった!』(2012年 東宝)
- 『ツナグ』(2012年 東宝)
- 『謝罪の王様』(2013年 東宝)
- 『真夜中の五分前』日中合作(2014年 東映)
- 『くちびるに歌を』(2015年 アスミックエース)
- 『あやしい彼女』(2016年 松竹)
- 『暗黒女子』(2017年 東映)
- 『幸福のアリバイ Picture』(2017年 東映)
- 『スーパーモーリー』超級茉莉(2019年 中国映画)
- 『アイ・アムまきもと』(2022年 ソニー・ピクチャーズ)
- 『耳をすませば』(2022年 松竹)
- 『ゆとりですがなにか インターナショナル』(2023年 東宝)
- 『おまえの罪を自白しろ』(2023年 松竹)

### テレビドラマ作品
- 『蛇のひと』(2010年 WOWOW)
- 『Mother』 (2010年 日本テレビ)
- 『さよならぼくたちのようちえん』(2011年 日本テレビ)
- 『トッカン -特別国税徴収官-』(2012年 日本テレビ)
- 『Woman』 (2013年 日本テレビ)
- 『モザイクジャパン』(2014年 WOWOW)
- 『Dr.倫太郎』(2015年 日本テレビ)
- 『ゆとりですがなにか』(2016年 日本テレビ)
- 『A LIFE〜愛しき人〜』(2017年 TBS)
- 『anone』(2018年 日本テレビ)
- 『獣になれない私たち』(2018年 日本テレビ)
- 『JOKE〜2022パニック配信!』(2020年 NHK)
- 『初恋の悪魔』(2022年 日本テレビ)

### 配信作品
- 『御手洗家、炎上する』(2023 Netflix)

## 受賞歴
- 第12回スペイン(セマナ)国際ファンタスティック映画祭 最優秀撮影監督賞 映画「Sound track」

- 第67回 日本映画テレビ技術協会 
  - MPTE AWARDS 2014
  - 映像技術賞(ドラマ部門)「Woman
  - 第77回 日本映画テレビ技術協会
  - 映像技術賞(映画部門)「おまえの罪を自白しろ」